# Madonna col Bambino (Gentile da Fabriano Washington)
La Madonna col Bambino è un dipinto tempera e oro su tavola (95,9x56,5 cm) di Gentile da Fabriano, databile al 1420-1423 circa e conservato nella National Gallery of Art di Washington.

## Storia
L'opera viene in genere identificata come una delle prime prove di Gentile a Firenze, dove arrivò nell'estate del 1420, più o meno mentre era al lavoro alla Pala Strozzi. Non è chiaro se l'opera potesse aver fatto parte di un polittico, come pannello centrale.
L'opera è comunque nota dal XIX secolo, quando dalle collezioni di Alexander Barker, che forse l'aveva acquistata a Firenze, passò a una vendita all'asta a Londra nel 1874. Dopo alcuni passaggi di proprietà venne acquistata dai Duveen Brothers, mercanti d'arte, che nel 1937 la vendettero a Samuel H. Kress e da questi venne poi donata nel 1939 all'appena sorto museo nazionale statunitense.

## Descrizione e stile
Il dipinto mostra Maria seduta su un semplice blocco cubico, coperto solo da un drappo ricamato a motivi floreali, col Bambino in braccio, su fondo oro. Come nelle migliori opere del fabrianese, anche in questo caso l'oro è riempito da incisioni di angeli, visibili solamente in controluce.
A differenza dei periodi della fase veneziana dell'artista, anteriore a quella fiorentina, i fastosi troni gotici hanno lasciato il passo a un sedile più semplice. Ciò fa risaltare la monumentalità di Maria, vestita di un abito purpureo dai pesanti risvolti di velluti, con aperture da cui sporgono le braccia. Curatissimi sono i dettagli dorati dell'abito: l'orlo inferiore, che compie un arabesco senza posa in cui si legge anche "Ave Maria Gratia Plena Dom[inus] Tecu[m] Ben[edicta]", i bordi delle aperture per le maniche, il preziosissimo tessuto che cinge il braccio di Maria, il velo che sembra oro colato, il bordo dello scollo (in cui si legge "Mater [Dei]"), la spilla in petto. Anche il Bambino indossa una tunichetta finemente decorata con motivi simili. Nonostante quest'attenzione decorativa, tutto sommato minore che in altre opere dell'artista, il cuore della scena sembra il rapporto psicologico tra madre e figlio, che si guardano laconicamente. Gesù sembra quasi per schiudere le labbra per parlare e Maria appare attenta al suo movimento, tenendolo con le mani mentre col ginocchio piegato in avanti Gesù fa per salirle in grembo.
Nello sfondo particolarmente originale è la presenza, in secondo piano, di una serie di mattonelle in scorcio prospettico intutitivo, a riprova dell'influenza sull'artista della cultura spaziale toscana, che cercò di fare propria, a modo suo.